# Richard Huelsenbeck

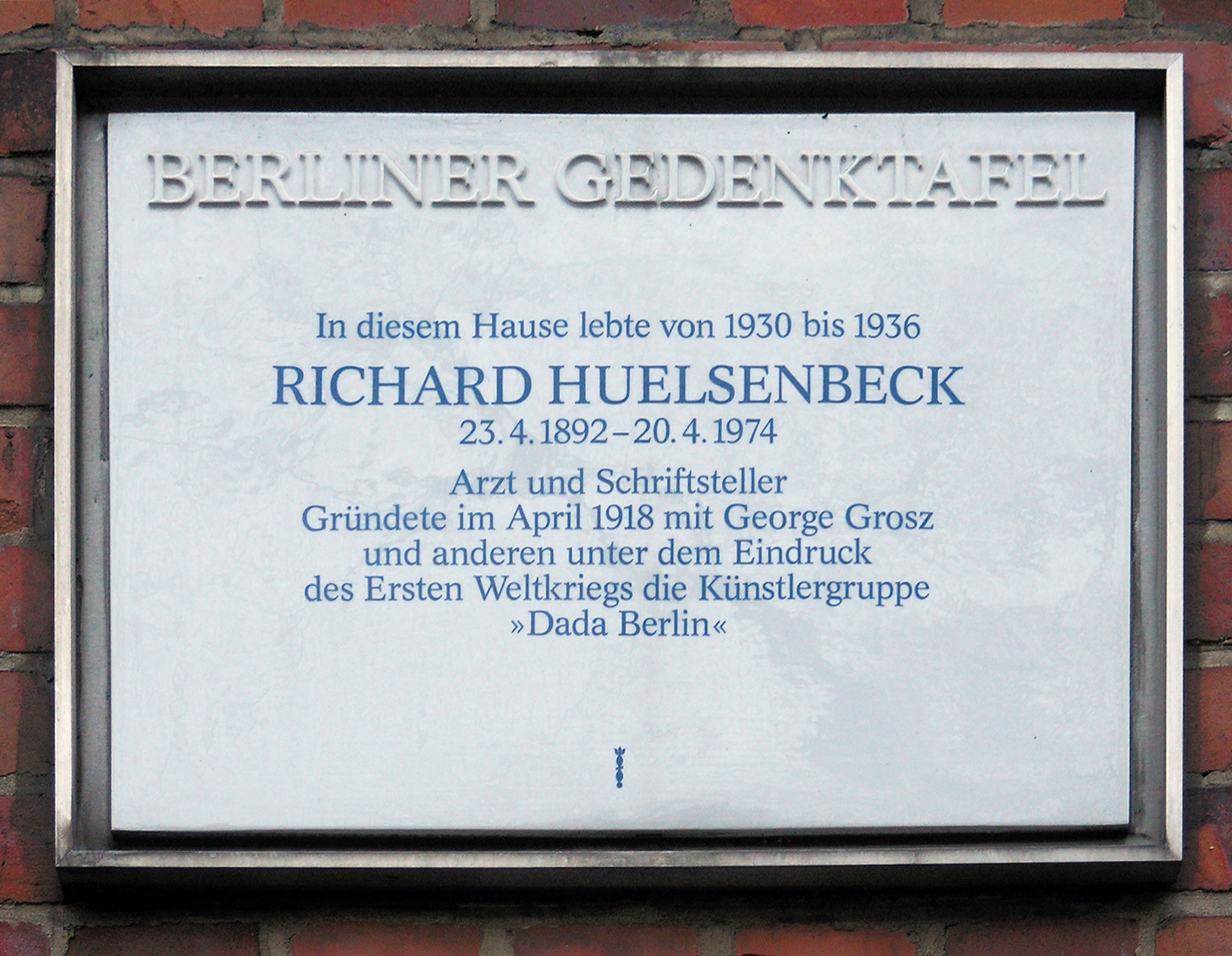
Tablica pamiątkowa przy Lessingstraße 12 w dzielnicy Berlin-Steglitz

Carl Wilhelm Richard Hülsenbeck (ur. 23 kwietnia 1892 w Frankenau, zm. 20 kwietnia 1974 w Muralto) – niemiecki psychoanalityk, poeta, pisarz i muzyk.
W wieku dziewiętnastu lat wyjechał do Monachium. Przez rok studiował medycynę, a następnie literaturę niemiecką i historię sztuki. W Monachium poznał Hugona Balla (pisarza i późniejszego wydawcy jego kilku prac), który wywarł wpływ na rozwój intelektualny Huelsenbecka; był częstym bywalcem kawiarni, w której spotykali się artyści i pisarze związani z ekspresjonizmem. W latach 1912–1913 studiował filozofię na paryskiej Sorbonie. W 1914 roku powrócił do Berlina, gdzie kontynuował naukę literatury niemieckiej. Tu publikował swoje wierze, eseje i recenzje książek w czasopiśmie „Die Aktion”, wydawanym przez Franza Pfemferta. W 1914 roku, jako ochotnik, wstąpił do wojska; służył w jednostce artylerii polowej. Zanim trafił na front, został zwolniony ze służby z powodu neuralgii. Wraz z Ballem coraz ostrzej sprzeciwiał się wojnie. W 1915 roku zorganizował spotkania, na których manifestował swój sprzeciw wobec działań wojennych, a także pragnienie upamiętnienia poległych poetów. W lutym 1916 wyemigrował do Zurychu, gdzie odwiedzał klub „Cabaret Voltaire”, kolebkę dadaizmu. W styczniu 1917 przeniósł się do Berlina, gdzie pomysły i techniki wyniesione z „Cabaret Voltaire” pomogły mu założyć berlińską grupę dadaistyczną.
W 1936 roku uzyskał wizę do USA, gdzie wyemigrował wraz z rodziną. Zmienił nazwisko na Charles R. Hulbeck i praktykował psychoanalizę w Karen Horney Clinic na Long Island w Nowym Jorku. W 1970 roku przeniósł się do Muralto w kantonie Ticino, gdzie przebywał do końca życia.
Huelsenbeck był redaktorem „Almanachu dada”, napisał m.in. prace „Dada siegt” i „En Avant Dada”.